# Bernard ten Cate
Bernard Jan ten Cate (Hoogezand, 8 april 1879 – Deventer, 8 februari 1964) was een Nederlands pianist, organist en in mindere mate componist.
Hij werd geboren in het gezin van Jan ten Cate uit een wijnkopersfamilie en diens tweede vrouw Anna Lucretia Gruno. Hij trouwde in 1916 toen hij muziekleraar was met Rudolfine Willemine Oldenbanning, van wie hij in 1926 weer scheidde. Hij hertrouwde met Johanna Edmunda Maria Vollhaber, het trouwfeest was destijds in Vlissingen.
Hij kreeg zijn muziekopleiding in eerste instantie in Hoogezand. Daarna volgden studies aan het Amsterdams Conservatorium bij Jean-Baptiste de Pauw en Bernard Zweers. Later volgde het Conservatorium van Brussel met docenten Arthur De Greef (piano), Alphonse Mailly (pijporgel) en Paul Gilson (contrapunt en compositieleer). Concerten door hem gegeven in de Parijse Salle Érard werden door de Brusselse pers goed ontvangen. Hij speelde verder in het Casino Knokke, Gent (Cercle artistique) en Luik. In Luik zat koning Leopold II van België in het publiek.
Voor wat betreft orgelmuziek kon men hem horen in Haarlem (1905, nadat het orgel hersteld was), Hoogeveen (1905, inwijding van het orgel van de dan net opgeleverde Hoofdstraatkerk) met een tweedehandsorgel uit Antwerpen, Utrecht (Dom van Utrecht, 1909), Rotterdam (inwijding Hoflaankerk),  Arnhem, Düsseldorf. Hij stond toen al bekend als organist van de Verrijzeniskerk te  Brussel, maar tijdens de Eerste Wereldoorlog keerde hij terug naar Nederland. Hij was toen enige tijd organist van de Pelstergasthuiskerk (tot 1915). Hij was toen ook organist van de Der Aa-kerk in Groningen, vlak nadat hij al was aangesteld in de Nieuwe Kerk aldaar. In 1924 vertrok hij naar Freiburg im Breisgau om er het orgel van de Ludwigskirche te bespelen. Hij werkte aldaar ook voor Welte-Mignon. Vanaf 1927 speelde hij in Hamburg en van 1930 tot 1933 was hij te vinden in Wilhelmshaven. Hij werd daar ontslagen vanwege zijn Nederlanderschap. In 1934 werd hij aangesteld als organist van de Grote of Sint-Jacobskerk in Vlissingen. 
Van zijn hand verscheen een aantal composities, waarvan ten minste één is uitgevoerd in de Koninklijke Muntschouwburg in Brussel en het eerder genoemde Casino. Andere titels zijn Impromptu, Chant d’aurore (opgedragen aan De Greef) en Aspiration (opgedragen aan Sylvain Dupuis). Kor Kuiler speelde dat werk nog met de Groninger Orkest Vereniging in 1943; men vond het laat-romantisch klinken.
Zijn spel is te horen op de compact disc The Brtiannic Organ, volume 3; hij speelt daarop de prelude La cathédrale engloutie van Claude Debussy.
Hij was co-auteur van het boekje Praktische handleiding tot het bespelen van het harmonium naar de methode van Ernst Stapf, dat diverse herdrukken haalde.